# Dis-moi comment tu vis
Dis-moi comment tu vis (Come, Tell Me How You Live) est une autobiographie d'Agatha Christie publiée en 1946 au Royaume-Uni sous le nom complet d'Agatha Christie Mallowan. En France, il n'est publié qu'en 1978.
Elle est rééditée sous le nouveau titre La Romancière et l'Archéologue : mes aventures au Moyen-Orient (Come, Tell Me How You Live: An Archaeological Memoir).
Christie y raconte ses aventures en Syrie et en Irak dans les années 1930 accompagnée de son mari, l’archéologue Max Mallowan.

## Commentaires
En réponse aux interrogations d'un ami, Agatha Christie écrit un livre sur ses aventures au Moyen-Orient avec son mari, l’archéologue Max Mallowan. Elle veut publier le livre contre l'avis de ses éditeurs, qui pensent que c'est un risque qu'elle se détourne du roman policier. Elle exige également qu'il soit publié sous son nom complet « Agatha Christie Mallowan ». Ils finissent par céder et le livre est un succès. Christie raconte : « Je pense qu'ils [les éditeurs] regrettèrent d'être à court de papier » (« I think they then regretted that paper was so short. »).
Le titre est tiré du poème du Chevalier Blanc dans le roman De l'autre côté du miroir (Through the Looking-Glass, and What Alice Found There, 1871) de Lewis Carroll. C'est également le titre d'un poème qu'a écrit Agatha à son mari.

## Éditions
- (en) Come, Tell Me How You Live, Londres, William Collins and Sons, novembre 1946, 192 p.
- (en) Come, Tell Me How You Live, New York, Dodd, Mead and Company, 1946, 225 p.
- Dis-moi comment tu vis (trad. de l'anglais par Thérèse Lauriol), Paris, Stock, coll. « Elles-mêmes », 1978, 301 p. (ISBN 2-234-00887-5, BNF 34610771)
- (en) Come, Tell Me How You Live : An Archaeological Memoir, Londres, William Collins and Sons, 1976, 192 p.
- (en) Come, Tell Me How You Live : An Archaeological Memoir, New York, Dodd, Mead and Company, 1976, 192 p.
- La Romancière et l'Archéologue : mes aventures au Moyen-Orient (trad. de l'anglais par Jean-Noël Liaut, préf. Jean-Noël Liaut), Paris, Payot & Rivages, 2005, 253 p. (ISBN 2-228-89943-7, BNF 39914735)